# 光源寺 (長崎市)
光源寺（こうげんじ）は、長崎市にある浄土真宗本願寺派の寺院。本尊は阿弥陀如来。
境内は、宝暦10年（1760年）ごろには595坪7合5勺あった。

## 歴史
寛永8年（1631年）、筑後国柳川瀬高（現・福岡県柳川市）の光源寺2代目住持の松吟が開基となって創建したと伝わる。しかし、同年は松吟が浄土真宗の本格的な布教を始めた年であって、この時期の寺地は不詳ともされている。キリスト教の弾圧と仏寺の再興が進められる中で、長崎市銀屋町に寺地を与えられ、巍巍山光源寺を公称し、京都の西本願寺の末寺となった。
開基の松吟は南蛮流の天文学に通じ、『光源寺天文書』を著した。
慶安4年（1651年）、または延宝4年（1676年）に類焼し、現在地の伊良林に移転。
元禄4年（1702年）6月、寺鐘を1口鋳造する。
享保2年（1717年）に浦上村の照円寺を、同5年（1720年）に瀬高の玄成寺を末寺とする。これらの寺基は後に光源寺に移された。
寛政6年（1794年）、9代諦順が園中納言家猶子となる。
天保2年（1831年）の火災で類焼し、本堂などほとんどの什物を焼失。のち再興された。
10世の拙嵓は平戸の松浦家に請われて光明寺（現・長崎県平戸市）に住した。平戸の木ヶ津に風香寺を開き、没後に西本願寺から勧学位を贈られる。
明治14年、火災に遭う。

## 歴代住持
以下、7代目執圭までは『長崎実録大成 正編』第六巻「寺院開創之部」下より。ただし、住持名、年数などは『長崎市史』の記述と相違する箇所が多い。
1. 松吟 - 寛永14年（1637年）より在住24年。長崎奉行馬場利重より一寺創建すべき旨の免許を得て、いったん本国に帰って柳川の光源寺は弟に譲った
2. 最田 - 寛文元年（1661年）より在住18年
  - 松吟 再住4年
3. 覚雲 - 天和3年（1683年）より在住8年
4. 一源 - 元禄4年（1691年）より在住2年
5. 西性 - 元禄6年（1693年）より在住58年
6. 報瓊 - 寛延3年（1750年）より在住7年
7. 執圭 - 宝暦7年（1757年）より在住26年
8. 諦順
9. 拙嵓

## 文化財・その他
境内には、長崎奉行稲生正倫や亀山社中の二宮又兵衛、ハタ揚げ（凧揚げ）の名手枡屋嘉平次、最初の唐通事の馮六の墓などがある。
延享2年（1745年）作の産女の幽霊像を所蔵。この像は、毎年旧暦の7月16日に開帳される。

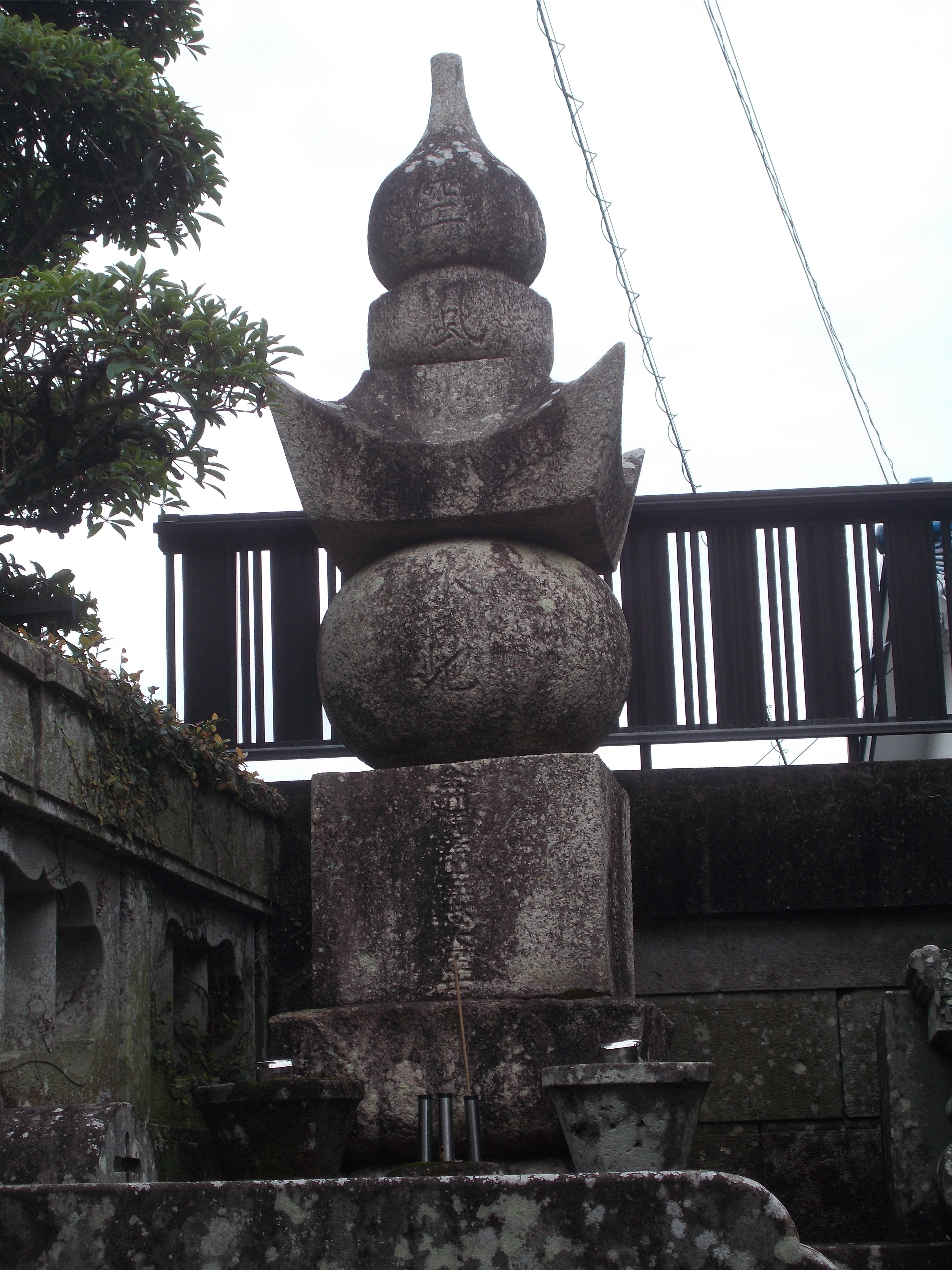
長崎奉行・稲生正倫の墓
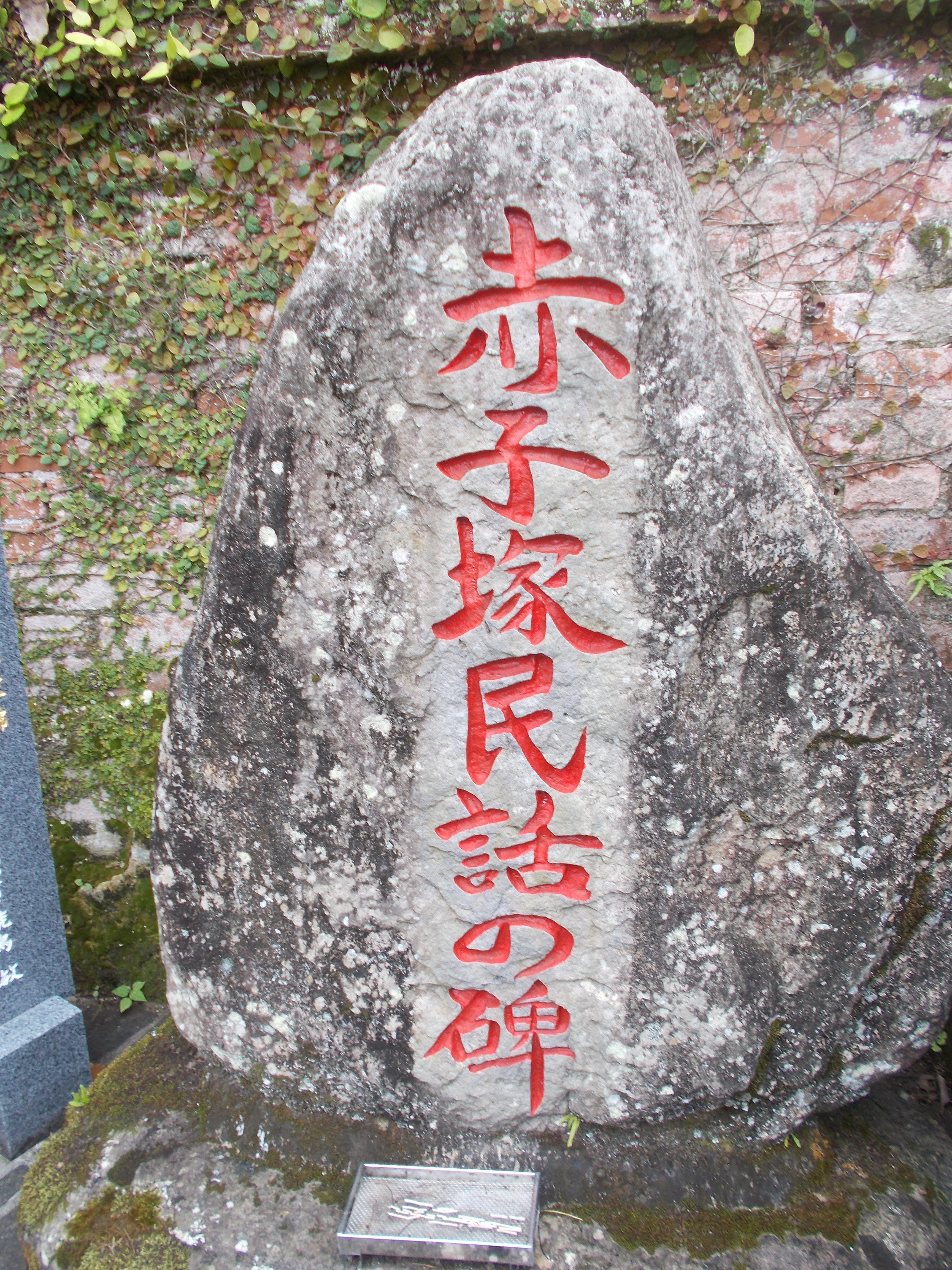
赤子塚民話の碑

## 飴買い幽霊
全国にさまざまな形で伝わる子育て幽霊の一形態として、長崎市内に飴買い幽霊の話がある。毎晩飴屋に飴を買いに来る女性を怪しんで跡を付けた飴屋の主人が、女性が消えた墓地から赤子の泣き声を聞き、そこを掘ると母親の遺体の側に赤ん坊がいたという。
長崎の話では、子供を助けてもらった礼に井戸の場所を教えてもらい、それが麴屋町の幽霊井戸の由緒話となった。また、この女性は長崎の若い彫刻師が修行先の京都で言い交した娘で、長崎に帰った彫刻師の後を追って来た娘は、男が他の女性と結婚してしまったことを知り、悲しみのあまり病気となり死んでしまった。そして、すでに妊娠していた娘は、お腹の子供と一緒に埋葬されてしまったという。飴屋の親切で我が子を助けられた彫刻師は、墓のあった光源寺に、お礼として女性の幽霊の姿をつくっておさめたと伝わっている。